# Surinaamse Pencak Silat Associatie
De Surinaamse Pencak Silat Associatie (SPSA) is een van de twee sportbonden voor pencak silat in Suriname.
De SPSA werd op 26 oktober 1985 opgericht en is het overkoepelende orgaan voor verschillende scholen in Suriname. Ze heeft tot doel om de pencak silat in Suriname te bevorderen. De voorzitter is sinds 21 augustus 2016 Florence Jamin.
In september 2016 kwam in samenwerking met het ministerie voor ministerie van Sport- en Jeugdzaken en de Indonesische ambassade de pencak-silat-coach Mohammed Nasri naar Suriname om te helpen de sport te professionaliseren. In juli 2017 werd de bevordering van de sport opnieuw besproken door minister Joan Dogojo en ambassadeur Dominicus Supratikto. In 2018 werd onder toezicht van de ambassadeur, minister Lalini Gopal, SOC-voorzitter Ramon Tjon A Fat en dc Ajaikoemar Kali een eigen gebouw voor de associatie geopend in Richelieu, voor het houden van bijeenkomsten en wedstrijden.
Met het aantreden van het nieuwe bestuur van 2016 bleken de onderlinge strubbelingen nog niet bijgelegd te zijn. De conflicten mondden uiteindelijk uit in een buitengewone ledenvergadering waarin een motie tegen het bestuur ingediend. Voorzitter Jamin reageerde door de initiatiefnemers voor de rechter te dagen en hun lidmaatschap op te zeggen. Uit steun voor deze perguruans (leiders van pencak-silat-scholen) zegden vijf andere perguruans hun SPSA-lidmaatschap ook op, zodat de scheuring compleet was. Uiteindelijk bleven vier van de twaalf leden over; de afgescheiden perguruans gingen vanaf 27 mei 2018 verder met een eigen bond op, de Pencak Silat Federatie Suriname (PSFS). Beide bonden zijn daarna naast elkaar actief gebleven in de organisatie van demonstraties en toernooien.